# Raymond Berry
Pour les articles homonymes, voir Berry (homonymie).
Pro Football Hall of Fame 1973
(en) Statistiques sur pro-football-reference
Raymond Emmett Berry, né le 27 février 1933 à Corpus Christi dans le Texas, est un joueur de football américain ayant évolué comme wide receiver et un entraîneur de football américain américain.

## Biographie
Étudiant à l'université méthodiste du Sud, il joua pour les SMU Mustangs. Il est desservi par la tactique générale de l'équipe, plus axée sur la course que la passe.
Sélectionné en 232e choix lors de la draft 1954 de la NFL par les Colts de Baltimore — futurs Colts d'Indianapolis —, l'ensemble de sa carrière s'est déroulée dans cette franchise, soit de 1955 à 1967. Son association avec Johnny Unitas marqua l'histoire de la franchise et son palmarès car les Colts gagnèrent les championnats 1958 et 1959 (la finale ne porte pas encore le nom de Super Bowl). Lors de la finale de 1958, il réussit un match mémorable avec 12 passes captées pour 178 yards gagnés et un touchdown marqué.
Sélectionné six fois au Pro Bowl (1958, 1959, 1960, 1961, 1963 et 1964) et en All-Pro (1957, 1958, 1959, 1960, 1961 et 1965), il fait partie du Pro Football Hall of Fame depuis 1973. Son numéro 82 a été retiré par la franchise des Colts. Il fait également partie de l'équipe NFL de la décennie 1950 et de l'équipe du 75e anniversaire de la NFL. En 1999, il est listé à la 40e place sur la liste des « 100 plus grands joueurs de football américain » par le magazine Sporting News.
Après sa carrière de joueur, il devient entraîneur aux Cowboys de Dallas pour les wide receivers (1968-1969), puis après une longue pause, des Patriots de la Nouvelle-Angleterre en tant qu'entraîneur-chef (1984-1989) où il hissa la franchise à la finale du Super Bowl XX. Par la suite, il se spécialisa dans l'entraînement des quarterbacks aux Lions de Détroit (1991-1992) puis aux Broncos de Denver (1992).